# Silberkarklamm
Die Silberkarklamm, auch Silberkargraben, ist eine Klamm an der Südabdachung des Dachsteinmassivs im Ennstal, Steiermark. Sie liegt bei Rössing im Gemeindegebiet von Ramsau am Dachstein. Sie ist als Naturdenkmal Torbachfall ausgewiesen.

## Lage und Landschaft
Die Silberkarklamm ist eine Engstelle des Silberkarbachs (Torbach), der von den Miesbergen kommt und bei Rössing in den Ramsaubach mündet. Die Klamm beginnt oberhalb von Rössing auf um die 1000 m ü. A. und erstreckt sich bis in das Silberkar bei etwa 1125 m ü. A.
Dabei fließt dem Silberkarbach nicht nur das Regen- oder Schmelzwasser aus dem Silberkar zu, sondern auch unterirdisch das des Silberkarsees (Hölltalsee) und dessen Einzugsgebietes, dadurch ist der Bach irregulär wasserführend, fällt zeitweise trocken und führt zu anderen Zeiten außerordentlich stark Wasser.
Die Klamm hat zwei Wasserfälle, den etwa 10 m hohen Torbachfall in der Klamm, und von rechts in die Klamm fallend den 70 m hohen Schleierfall.
Die Klamm ist geologisch aussagekräftig, hier ist – bachaufwärts – eine Abfolge Gutensteiner Dolomit, Steinalmkalk, Hallstätter Kalk bis Wettersteinkalk zu verfolgen, die den Sedimentationsprozess der Kalkalpen in der Trias-Zeit darstellt.

## Naturschutz und Erschließung
Die Silberkarklamm wurde 1968 als Naturdenkmal Torbachfall ausgewiesen (NDM.788, Naturschutzbuch: St-GB-020/Ramsau am Dachstein, KG Ramsau und Rössing). Das Schutzgebiet erstreckt sich im oberen Abschnitt auf etwa 270 m Länge und hat eine Fläche von 1,156 ha. Die mittlere rechte Seite der Klamm ist das Naturdenkmal Schleierfall (NDM.789).
Die Klamm liegt in der Pufferzone des UNESCO-Welterbe-Gebiets Kulturlandschaft Hallstatt–Dachstein/Salzkammergut (WHS 806) und dem Landschaftsschutzgebiet Dachstein–Salzkammergut (Salzkammergut-Ost, LS 14a).
Sie ist durch eine Steiganlage erschlossen, für die man eine Gebühr entrichtet. Am Klammeingang befindet sich ein kleiner Parkplatz. Nach der Klamm liegen als Ausflugsziel die Silberkaralm und die Silberkarhütte.
Durch die Klamm führen auch die Klettersteige Hias links hinauf (flussabwärts betrachtet) zur Materialseilbahn (die in das Silberkar führt) sowie Rosina rechts hinauf (beide Kategorie D – sehr schwierig).